# 국립울산검역소
국립울산검역소(國立蔚山檢疫所, Ulsan National Quarantine Station)는 질병관리청 산하 경남권질병대응센터의 소속기관이다. 1971년 9월 7일 발족하였으며, 울산광역시 남구 장생포고래로276번길 15에 위치하고 있다. 소장은 기술서기관으로 보한다.

## 연혁
- 1971년 9월 7일: 보건사회부 소속으로 국립울산검역소 설치.
- 1994년 12월 23일: 보건복지부 소속으로 변경.
- 2008년 2월 29일: 보건복지가족부 소속으로 변경.
- 2010년 3월 19일: 보건복지부 소속으로 변경.
- 2020년 9월 12일: 질병관리청 산하 경남권질병대응센터 소속으로 변경

## 조직

### 소장
- 검역과[1]

## 검역항
- 울산항